# مارينو كيث
مارينو كيث (بالإنجليزية: Marino Keith)‏ (16 ديسمبر 1974 في المملكة المتحدة - ) هو لاعب كرة قدم بريطاني في مركز الهجوم. لعب مع دندي يونايتد وكولتشستر يونايتد ونادي بليموث أرجايل ونادي فالكيرك وFraserburgh F.C. ‏ ونادي ليفينغستون لكرة القدم ونادي بيترهيد ‏.

## وصلات خارجية
- مارينو كيث على موقع قاعدة بيانات كرة القدم.إي يو (الإنجليزية)
- مارينو كيث على موقع Soccerbase.com (لاعب) (الإنجليزية)